# Gyula Káté
Dans le nom hongrois Káté Gyula, le nom de famille précède le prénom, mais cet article utilise l’ordre habituel en français Gyula Káté, où le prénom précède le nom.
Gyula Káté est un boxeur hongrois né le 3 février 1982 à Budapest.

## Carrière
Sa carrière amateur est marquée par une médaille d'argent en poids super-légers et une médaille de bronze en poids légers lors des championnats du monde de Milan en 2009 et de Bangkok en 2003. Káté a par ailleurs remporté deux médailles d'argent et deux autres de bronze au cours des championnats d'Europe 2004, 2006, 2008 et 2010.

## Palmarès

### Jeux olympiques
- Qualifié pour les Jeux olympiques de 2012 à Londres, Angleterre.

### Championnats du monde de boxe amateur
- Médaille d'argent en -64 kg en 2009 à Milan, Italie
- Médaille de bronze en -60 kg en 2003 à Bangkok, Thaïlande

### Championnats d'Europe de boxe amateur
- Médaille d'argent en -64 kg en 2010 à Moscou, Russie
- Médaille d'argent en -64 kg en 2008 à Liverpool, Angleterre
- Médaille de bronze en -64 kg en 2006 à Plovdiv, Bulgarie
- Médaille de bronze en -60 kg en 2004 à Pula,  Croatie